# Ampelozizyphus amazonicus
Ampelozizyphus amazonicus ist eine Art aus der Familie der Kreuzdorngewächse (Rhamnaceae) und der einzige Vertreter der Gattung Ampelozizyphus sowie der Tribus Ampelozizypheae. Sie ist im brasilianischen Amazonasgebiet beheimatet.

## Beschreibung
Ampelozizyphus amazonicus sind unbewehrte, kletternde Pflanzen, Ranken fehlen jedoch. Die Blätter stehen wechselständig und zweizeilig zueinander.
Die Blüten stehen entweder in achselbürtigen, gruppierten Zymen oder bilden aus mehreren Zymen eine Rispe. Der Blütenbecher ist kurz gewunden, der ringförmige Diskus dick. Anders als bei vielen Gattungen der Familie sind Kronblätter vorhanden, sie sind haubenförmig. Der Fruchtknoten ist halbunterständig und dreifächrig. Die Früchte sind Explosionsfrüchte, haben Nebenblätter und sind dreifächrig, den je Frucht drei Samen fehlt ein Nährgewebe.

## Verbreitung und Systematik
Ampelozizyphus amazonicus findet sich ausschließlich im brasilianischen Amazonasgebiet. Art und Gattung wurden 1935 von Adolpho Ducke erstbeschrieben. Innerhalb der Kreuzdorngewächse wird Ampelozizyphus amazonicus in die erst 2000 durch James Edward Richardson aufgestellte Tribus Ampelozizypheae eingeordnet, die Tribus ist monotypisch.

## Nachweise
1. 1 2 3  D. Medan, C. Schirarend: Rhamnaceae In: Klaus Kubitzki (Hrsg.): The Families and Genera of Vascular Plants - Volume VI - Flowering Plants - Dicotyledons - Celastrales, Oxalidales, Rosales, Cornales, Ericales, 2004, S. 330, ISBN 978-3-540-06512-8